# Мосальский кремль
Мосальский кремль — несохранившееся укрепление Мосальска Калужской области и его древнейшая часть.

## История
Мосальск был впервые упомянут в Новгородской первой летописи под 1231 годом как крепость Черниговского княжества, которую неудачно осаждал новгородский князь Ярослав Всеволодович. Позже он стал центром удельного Мосальского княжества и оказался под сюзеренитетом Великого княжества Литовского. В 1492 году он был сожжён перешедшими на московскую службу князьями Воротынскими и Одоевскими. В 1500 году Мосальск был окончательно присоединён к единому Русскому государству. В конце XVI века Мосальск неоднократно подвергался набегам крымских татар. Отражая один из них, в 1584 году близ Мосальска думный дворянин Михаил Безнин одержал победу в битве на Выссе. В 1586 году укрепления Мосальска были перестроены и усилены под руководством Василия Мосальского. В 1610 году Мосальск был взят польско-литовским отрядом, который умертвил многих жителей и вывел крупный полон. После Смутного времени Мосальская крепость была возведена заново. В 1634 Мосальск отразил нападение литовцев и запорожских казаков.

## Описание
Мосальский кремль располагался при впадении речки Городенки в Можайку на высоком округлом холме высотой до 20—25 м, ныне именуемом Пятницкой горой. Кремль имел неправильную грушевидную форму, а длина его рубленых и острожных стен, расположенных на валу, составляла 272,6 м. У него было четыре башни, в том числе одна проездная под названием Никольская, которую венчала дозорная вышка с вестовым колоколом. После 1628 года здесь был воеводский двор, съезжая изба, деревянная соборная церковь Св. Николая Чудотворца, пушечный сарай, житница с запасом соли и прочие казённые постройки. Согласно Росписному списку 1671 году периметр стен насчитывал 319,5 м, однако крепость значилась уже весьма ветхой. Вероятно, она окончательно сгнила на рубеже XVII и XVIII веков. До наших дней в достаточно хорошем состоянии сохранились земляные укрепления Мосальска. На городище высятся руины Пятницкой церкви, построенной в 1765 году и давшей названии Пятницкой горе.